# Permanent Vacation (film, 1980)
Pour les articles homonymes, voir Permanent Vacation.
Pour plus de détails, voir Fiche technique et Distribution.
Permanent Vacation est un film américain réalisé par Jim Jarmusch, sorti en 1980. Il s'agit du film de fin d'études du réalisateur, qui signe ici son premier long métrage. Il lui permet d’être repéré dans de nombreux festivals.

## Synopsis
Aloysious Parker erre dans les rues de New York durant deux jours et demi. Jeune vagabond sans attache et livré à lui-même, il croise différents personnages singuliers.

## Fiche technique
Sauf indication contraire, les informations mentionnées dans cette section peuvent être confirmées par la base de données cinématographiques IMDb,  présente dans la section « Liens externes ».
- Titre : Permanent Vacation
- Réalisation et scénario : Jim Jarmusch
- Photographie : Tom DiCillo et James A. Lebovitz
- Montage : Jim Jarmusch
- Musique : John Lurie et Jim Jarmusch
- Production : Jim Jarmusch
- Société de production : Cinesthesia Productions
- Sociétés de distribution :
- Budget : 12 000 USD
- Pays de production :  États-Unis
- Langue originale : anglais
- Format : couleur - 1.37:1 - 16 mm - son mono
- Genre : comédie dramatique
- Durée : 75 minutes
- Dates de sortie[1] :
  - Allemagne de l'Ouest : octobre 1980 (International Filmfest Mannheim-Heidelberg)
  - États-Unis : 6 mars 1981 (sortie à New York)
  - France : 25 avril 1984
  - France : 3 juillet 2019 (ressortie en version restaurée)

## Distribution
- Chris Parker : Aloysious Parker
- Leila Gastil : Leila
- John Lurie : le joueur de saxophone
- Frankie Faison : l'homme dans le hall du cinéma
- Richard Boes : le vétéran
- Charlie Spademan : un patient
- Ruth Bolton : la mère
- Sara Driver : une infirmière
- Jane Fire : une infirmière
- Marià Duval : une fille
- Eric Mitchell : l'escroc à la voiture

## Production
Permanent Vacation est financé avec un prêt censé servir à l'achat d’une voiture et avec une bourse de scolarité au nom de « Louis B. Mayer », pour laquelle le chèque destiné à l’école est arrivé chez Jarmusch par erreur. Il a coûté à Jim Jarmusch son diplôme d'études de cinéma.

## Commentaire
Empreint de culture punk, notamment de la volonté de travailler à la marge par ses propres moyens, Permanent Vacation pose les fondements des futurs films de Jim Jarmusch : intérêt pour les anti-héros vagabonds et décalés, regard sur le vide existentiel, éloge de la musique (ici la musique jazz de Charlie Parker notamment) et de la littérature (Les Chants de Maldoror de Lautréamont)